# Společnost nesouměřitelnosti
Společnost nesouměřitelnosti je sociologický koncept, kterým se označují společnosti vyznačující se majetkovou, mocenskou a sociální neporovnatelností společenských pozic, ve kterých se členové těchto společností nacházejí. Jde o sociologický termín formulovaný sociologem Janem Kellerem. Tento společenský fenomén se začal v ekonomicky nejvyspělejších zemích projevovat v souvislosti s postindustriální transformací jejich ekonomik, kdy se začala zvyšovat propast sociálních rozdílů mezi lidmi – tj. od poloviny 70. let dvacátého století. Nesouměřitelnost nahradila stupňovitou nerovnost, která byla záměrně preferována od první poloviny 20. století v souvislosti s rozvojem sociálního státu a společnosti zaměstnání. Společnost nesouměřitelnosti je z hlediska sociální stratifikace rozdělena na elity, na ohrožené a diferencované střední vrstvy a na takzvaně deklasované (lidé vyloučení z trhu práce; lidé žijící na hranici chudoby). 

## Předpoklad vývoje postindustriální společnosti
Sociologové zabývající se postindustriální společností předvídali přechod z průmyslově založené společnosti vyznačující se neekologickou a energeticky náročnou tovární velkovýrobou na odlehčenou a sofistikovanější ekonomiku, která by uspokojovala potřeby stále vzdělanější a movitější společnosti. Výraznými protagonisty této teorie byli například Daniel Bell nebo Alain Touraine. Oba zmínění sociologové předpokládají převýšení služeb nad průmyslovým sektorem. Službami myslí vysoce kvalifikované činnosti vyžadující vysokoškolské vzdělání, ale nezaobírají se velkým počtem nekvalifikovaných, čistě běžných služeb.
Zejména v metropolitních oblastech proběhl rychlý přechod od průmyslu ke službám – každá se však liší svou historií, mírou vzdělanosti nebo profesní strukturou. Potenciál různých vrstev společnosti byl rovněž rozdílný. Nejlepší předpoklad pro adaptaci měly třídy vyšší. Dělnická třída ztrácí na významu, jelikož není schopna se adaptovat na sektor služeb. Z toho důvodu se podle Kellera opět ocitá ve sféře náročné a špatně placené práce.

## Od nerovnosti k nesouměřitelnosti
V průběhu 30 let, jež následovaly po druhé světové válce, byla společnost na pomyslném vrcholu, kdy nesouměřitelnost v ekonomicky vyspělých zemích v podstatě neexistovala. V zásadě existují trojí vysvětlení, proč od poloviny 70. let narůstá v těchto zemích výrazně nerovnost. Jednotlivá vysvětlení se nevylučují, naopak se doplňují. K první z příčin dochází zhruba v polovině 70. let dvacátého století, kdy vlastnící kapitálu začali shromažďovat navyšující se zisky na úkor zvyšování mezd svých zaměstnanců, a to zejména zaměstnanců na středních a nižších pozicích. Druhé vysvětlení konstatuje prudký nárůst zaměstnaneckých odměn na nejvyšších postech oproti stagnaci platů zaměstnaneckých vrstev středních a nižších. Třetí pojednává o prohlubující se propasti mezi ekonomicky aktivními a neaktivními (staří, nezaměstnaní, nemocní apod.).
V důsledku působení všech těchto příčin vzrůstající nerovnosti se pouhá nerovnost kvalitativně mění na nesouměřitelnost.

### Reorganizace práce
K nárůstu všech těchto forem nerovností dochází v důsledku organizačních proměn podniků, k nimž se jednotlivé firmy uchylují ve snaze udržet si své vysoké zisky i po přechodu společnosti k postindustriální formě ekonomiky, která způsobuje pokles míry produktivity práce. To vše se navíc odehrává v kontextu globalizace, která umožňuje firmám stavět do vzájemné konkurence pracovní sílu v ekonomicky vyspělých zemích s levnou pracovní silou v ostatních zemích světa.
Od osmdesátých let 20. století se tedy mění organizační struktura ekonomiky — systém vztahů v korporacích i menších společnostech byl dříve uspořádán do podoby pomyslné pyramidy, během této doby se ale změnil na uspořádání síťové. Dříve homogenní a jednotná pracovní síla jednotlivých firem, jež měla rovněž značný vliv na přerozdělení zisku ve svých firmách, je dnes nahrazena externími spolupracovníky, kteří působí ve velkém množství vzájemně si konkurujících firem fungujících na dodavatelské nebo subdodavatelské bázi. Těmto dodavatelům jsou jednotlivé pracovní úkony zadávány pouze příležitostně. V centrálních společnostech tak pracuje mnohem méně lidí na pevný úvazek, zbytek pracuje na periferii pracovního trhu u dodavatelských firem, což zvyšuje jejich celkovou nejistotu. Veškerá rizika v těchto sítích jsou tedy přenášeno na subdodavatele a jejich zaměstnance. V tomto procesu zisk generují hlavně jedinci a společnosti nacházející se v centru sítě.

## Tři sociální světy
Postindustriální společnost se podle Jana Kellera ve spojení s prohlubujícími se rozdíly životní úrovně rozpadá na tři nesouměřitelné sociální světy, které se od sebe čím dál více izolují a z nichž každý má svá vlastní pravidla fungování.
Prvním z nich je svět elit, do kterého patří nejbohatší vrstvy společnosti. Elitu Keller dělí na elitu diskrétní a elitu pomocnou. Do diskrétní elity patří starobylé rodové dynastie, které se v ekonomicky vyspělých zemích historicky ustavily především v oblasti bankovnictví, těžby, průmyslu a velkoobchodu a které tak disponují největšími majetky a silným politickým vlivem. Členové diskrétní elity disponují majetkem tak velkých rozměrů, že svůj čas nevěnují, a ani nemusí, vydělávání peněz vlastní pracovní činností, jejich příjem je odvozen z vlastnictví velkého finančního kapitálu. Svůj čas tak věnují především navyšování svého kulturního a sociálního kapitálu mezi sobě rovnými. Příjem členů pomocné elity je naopak odvozen z jejich profesních činností. Jedná se zejména o posty ve vedení velkých firem, které zhodnocují investice diskrétní elity. Přestože jsou považováni za „pomocníky“ diskrétní elity, jejich příjem často roste do výše, která je pro střední a nižší vrstvy za celý život nedosažitelná. Společnou charakteristikou obou typů elit je pak fakt, že dokáží fungovat bez veřejného sektoru služeb a že se prostorově oddělují od ostatních společenských vrstev, a to prostřednictvím zakládání vlastních chráněných čtvrtí.
Druhým světem je střední vrstva. V této vrstvě není podle Jana Kellera rozčlenění tak jednoduché, vzhledem k velké různorodosti lidí, které do této vrstvy spadají. Navzdory tomu lze určit 2 obecné skupiny. První z nich je tzv. servisní třída. Její členové se snaží podobat služebné elitě, ale dělí je od ní výše jejich příjmů. Druhou z nich jsou nižší střední vrstvy. Ty se naopak snaží udržet nad hranicí, která je dělí od nejchudší vrstvy obyvatelstva.
Tuto vrstvu Jan Keller pojmenovává jako deklasované. Pro členy této vrstvy je charakteristický problém se sháněním práce a s tím spojený pokles pod hranici chudoby. Dalším charakteristickým rysem je, že tyto vrstvy jsou stejně jako elity prostorově odloučeny od ostatních, často žijí na předměstích velkých měst.

## Rozdíly mezi nerovností a nesouměřitelností

### Psychologický pohled
a) nerovnost – členům společnosti často bere ambice na lepší život
b) nesouměřitelnost – členové společnosti rezignují na postup po pomyslném sociální žebříčku

### Politologický pohled
a) nerovnost – společnost je v podstatě otevřená, sociální nerovnost je přirozená a tolerovaná
b) nesouměřitelnost – privilegovaná vrstva se od střední a nižší třídy distancuje

### Pohled sociální stratifikace
a) nerovnost – pozvolná kontinuita pozic
b) nesouměřitelnost – naprostá neporovnatelnost pozic